# Lycochloa avenacea
Lycochloa avenacea là một loài thực vật có hoa trong họ Hòa thảo. Loài này được Sam. mô tả khoa học đầu tiên năm 1933.